# 4422 Jarre
A 4422 Jarre (ideiglenes jelöléssel 1942 UA) a Naprendszer kisbolygóövében található aszteroida. Boyer, L. fedezte fel 1942. október 17-én.